# Diederik Kettler zu Neu-Assen

Wapen Kettler Neu Assen

Diederik Kettler zu Neu-Assen (1480-). 
Hij was een zoon van Godhard I Kettler zu Neu-Assen (ca. 1450-1517) en Margaretha van Bronckhorst-Batenburg (1451-1505). 
Rond 1510 trouwde hij (1) met Jutte van Voet van Schüttorf (-18 april 1519). Zij was een dochter van Rudolf von Voet heer van Lage en Schüttorf en Jutta von Wullen. Hij trouwde (2) ca. 1521 met Anna van Nesselrode. Zij was een dochter van Willem van Nesselrode Herr zu Ehrenstein u. Palsterkamp (-1517) en Maria von Oer. Uit zijn huwelijk zijn de volgende kinderen geboren:
- Goswin II Kettler van Neu-Assen (ca 1521-1557)